# 1998 у футболі
Нижче наведені футбольні події 1998 року у всьому світі.

## Події
- Відбувся шістнадцятий чемпіонат світу, перемогу на якому здобула збірна Франції.
- Відбувся двадцять перший кубок африканських націй, перемогу на якому здобула збірна Єгипту.

## Засновані клуби
- Левадія (Естонія)
- Тампере Юнайтед (Фінляндія)

## Національні чемпіони
- Англія: Арсенал (Лондон)
- Аргентина
  - Клаусура: Велес Сарсфілд
  - Апертура: Бока Хуніорс
- Бразилія: Корінтіанс
- Італія: Ювентус
- Іспанія: Барселона
- Нідерланди: ПСВ
- Німеччина: Кайзерслаутерн
- Парагвай: Олімпія (Асунсьйон)
- Португалія: Порту
- Україна: Динамо (Київ)
- Франція: Ланс
- Швеція: АІК
- Шотландія: Селтік